# 怀道郡
怀道郡，中国唐朝时设置的郡。
唐玄宗天宝元年（742年），改宕州置怀道郡。治所在怀道县（今甘肃省舟曲县西北峰迭乡）。下辖怀道县、良恭县（今甘肃省宕昌县东）。辖境相当今甘肃省宕昌县、舟曲县一带。唐肃宗乾元元年（758年）改为宕州。